# Phortica albavictoria
Phortica albavictoria är en tvåvingeart som först beskrevs av Patterson och Mainland 1944.  Phortica albavictoria ingår i släktet Phortica och familjen daggflugor. Inga underarter finns listade i Catalogue of Life.